# イ・ミョンジュ
イ・ミョンジュ（1977年7月10日 - ）は、韓国出身の男性総合格闘家。身長188cm、体重93kg。フリー。
キックボクシングやムエタイをベースに総合格闘技でも活躍。2003年に韓国で初めて開催された総合格闘技の大会Spirit MCに出場し、初代王者に輝いた。2004年からはK-1やHERO'Sの韓国大会にも招かれている。

## 戦績

### 総合格闘家
| 勝敗 | 対戦相手         | 試合結果                          | 大会名                                | 開催年月日    |
| ×    | 岡見勇信         | 1R 4:14 TKO（タオル投入）         | HERO'S 2005 in SEOUL                  | 2005年11月5日 |
| ○    | ハー・スン・ジン | 1R 2:06 TKO（負傷）               | Neo Fight 3                           | 2004年3月20日 |
| ×    | キム・ナムハク   | 1R ギブアップ（負傷）             | Neo Fight 1【1回戦】                  | 2003年8月30日 |
| ×    | イ・ウンス       | 2R+延長3R終了時 TKO（タオル投入） | Spirit MC 1: Spirit Final【決勝】     | 2003年4月26日 |
| ○    | キム・ミンス     | 1R 1:37 反則（肘によるカット）    | Spirit MC 1: Spirit Final【準決勝】   | 2003年4月26日 |
| ○    | キム・ジンウ     | 1R 3:54 TKO（タオル投入）         | Spirit MC 1: Spirit Final【準々決勝】 | 2003年4月26日 |

### キックボクシング
| 勝敗 | 対戦相手             | 試合結果                  | 大会名                                       | 開催年月日    |
| ×    | 堀啓                 | 3R終了 判定0-3            | K-1 WORLD GP 2005 in SEOUL 【ASIA GP 1回戦】 | 2005年3月19日 |
| ×    | ネイサン・コーベット | 3R 1:25 TKO（タオル投入） | 新日本キックボクシング協会「TITANS 1st」     | 2004年11月6日 |
| ×    | 中迫剛               | 3R終了 判定0-3            | K-1 WORLD GP 2004 in SEOUL 【ASIA GP 1回戦】 | 2004年7月17日 |

## 主な獲得タイトル
- 韓国ムエタイ連合会ヘビー級王者
- 世界プロテコンドー連盟ミドル級王者
- 格闘士協会無差別級王者
- 韓国ムエタイ協会ヘビー級ランキング1位
- Spirit MC無差別級初代王者